# Oospila atroviridis
Oospila atroviridis är en fjärilsart som beskrevs av W. Warren 1904. Oospila atroviridis ingår i släktet Oospila och familjen mätare. Inga underarter finns listade i Catalogue of Life.